# Palacio de Klessheim
El castillo o palacio Klessheim (en alemán: Schloss Kleßheim) es un palacio de recreo austriaco, situado 4 km en los suburbios del oeste de Salzburgo. Fue construido por iniciativa de Johann Ernst von Thun para ser la residencia de verano de los arzobispos de Salzburgo. El proyecto, de estilo barroco,  fue encomendado a Johann Bernhard Fischer von Erlach. Las obras comenzaron en 1700 y tras un paréntesis en que estuvieron interrumpidadas, fueron finalizadas en 1732 en una forma más simplificada, tras haber optado los obipos sucesores por el palacio de Mirabell.
Desde 1993 es utilizado por el estado de Salzburgo como casino.
El palacio está rodeado por un gran parque y el Mühlbach, y cuenta con un campo de golf en el parque histórico. Bajo la terraza trasera del castillo se encuentran las Escuelas de Turismo de Salzburgo.
Todo el complejo del castillo, incluido el parque, es un bien catalogado y también pertenece al área de protección del paisaje de Siezenheimer-Au y al cinturón verde protegido de Salzburgo.

## Localización
El castillo de Klessheim se encuentra en el territorio del municipio de Wals-Siezenheim, a cuatro kilómetros al noroeste del centro de la ciudad de Salzburgo y a apenas un kilómetro de la frontera alemana delimitada por el río Saalach. Está rodeada por un gran parque en el que hay un campo de golf y una escuela de hostelería. El castillo y el parque ahora están bajo protección patrimonial.

## Historia

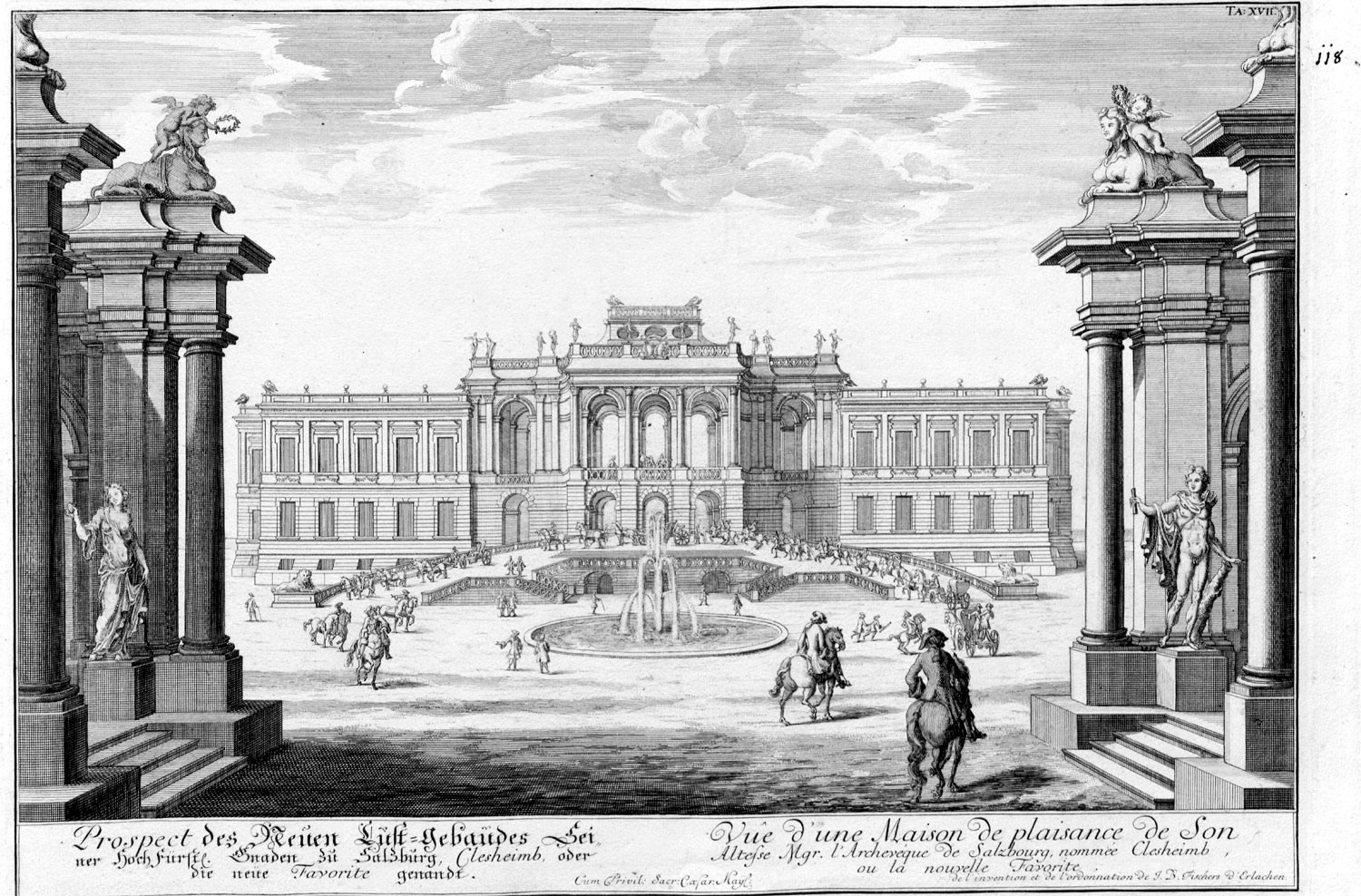
Vista del castillo hacia 1721

Originalmente llamado Kleshof, era una pequeña casa solariega, que fue adquirida por el príncipe-arzobispo Johann Ernst von Thun en el año 1690. El arquitecto Johann Bernhard Fischer von Erlach la convirtió en Lustschloss Favorita (palacio de placer Favorita) a partir del año 1700, pero después de la muerte del arzobispo en el año 1709, su sucesor, Franz Anton von Harrach procedió a la cancelación de los trabajos en favor del palacio de Mirabell. El arzobispo conde Leopold Anton von Firmian, quien también construyó palacio Leopoldskron, concluyó el palacio Klessheim, incluyendo una sala de ceremonias con una amplia terraza y una rampa que conduce a los jardines. En el siglo XVIII, un  parque natural inglés fue introducido bajo el gobierno del arzobispo Hieronymus von Colloredo.
Después de la secularización de Salzburgo en el año 1803, el palacio Klessheim pasó a manos de la Casa de Lorena del Imperio austríaco. En el año 1866 se convirtió en residencia permanente del archiduque Luis Víctor de Austria (1842-1919), hermano menor del emperador  Francisco José I. El archiduque había ampliado el palacio de acuerdo con los planes diseñados por Heinrich von Ferstel y murió en él en el año 1919. Sus herederos vendieron el palacio de los Habsburgo en el estado de Salzburgo al Estado Federal de Austria.

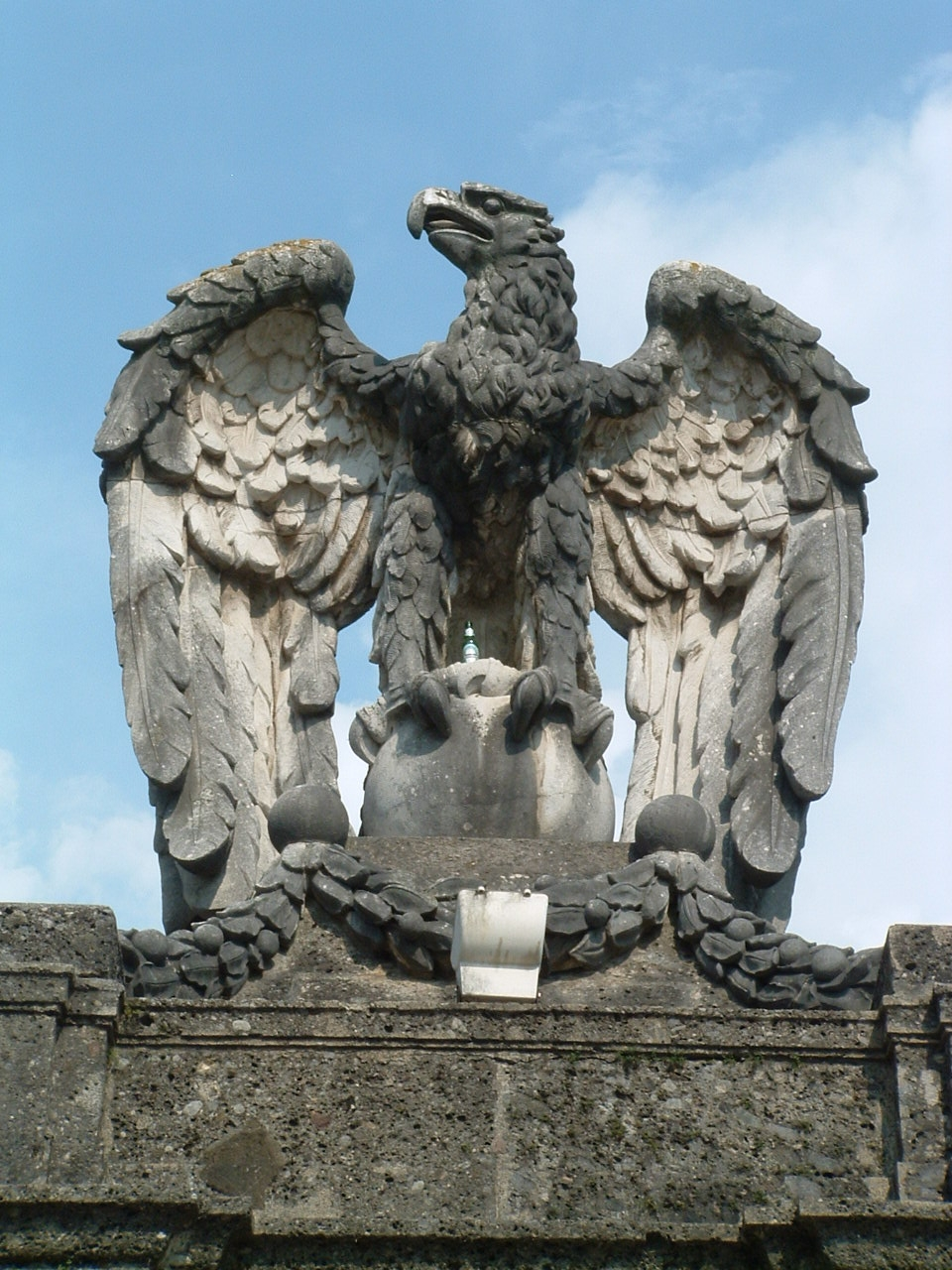
Águila añadida después del año 1938.

Después de la Anschluss austriaca, en el año 1938, Adolf Hitler, durante su estancia en la cercana residencia del Berghof, utilizaba el palacio Klessheim para conferencias y para alojar con huéspedes oficiales como Mussolini, Miklós Horthy, Ion Antonescu, Jozef Tiso y Ante Pavelić. Mientras Horthy estaba alojado en Klessheim, el 19 de marzo de 1944 Hitler dio en secreto la orden para poner en marcha la Operación Margarethe para ocupar Hungría y hacer cumplir la deportación de los judíos de Hungría al campo de concentración de Auschwitz. El 7 de julio de 1944, con motivo de una exposición de armas, en un intento por parte de oficiales de la Wehrmacht, sobre todo de von Stauffenberg, para matar a Hitler fracasó, ya que el conspirador Helmuth Stieff no accionó la bomba. Hasta octubre del año 1944, el Palacio se mantuvo fuera del alcance de los bombarderos aliados. En mayo del año 1945, fue capturado por la Administración Militar Estadounidense. Existen algunas estatuas Reichsadler realizadas en piedra caliza, en los portales de entrada, y que son un recordatorio de la era Nazi.
Después de la guerra, el palacio de Klessheim fue restaurado por el estado de Salzburgo. Durante la Guerra Fría, el gobierno neutral de Austria lo utilizaba para mantener conferencias y para alojar a dignatarios internacionales, entre ellos el presidente de EE. UU. Richard Nixon, que en su camino hacia Moscú, se reunió en él con el canciller Bruno Kreisky, el 20 de mayo de 1972. Desde 1993 es sede del Casino de Salzburgo, que antes estaba situado en el Mönchsberg.
El castillo también apareció en la película The Great Race (La carrera del siglo) del año 1965, protagonizada por Jack Lemmon, Tony Curtis y Peter Falk.